# Пико делла Мирандола, Лодовико
Лодовико Пико делла Мирандола (итал. Lodovico Pico della Mirandola; 9 декабря 1668, Мирандола, герцогство Модена — 10 августа 1743, Рим, Папская область) — итальянский куриальный кардинал и доктор обоих прав. Префект Дома Его Святейшества с 7 июня 1706 по 24 октября 1707. Титулярный Патриарх Константинополя с 25 июня 1706 по 26 сентября 1712. Префект Апостольского дворца с 24 октября 1707 по 26 сентября 1712. Камерленго Священной Коллегии кардиналов с 4 января 1717 по 10 января 1718. Епископ Сенигаллии с 22 ноября 1717 по 10 сентября 1724. Префект Священной Конгрегации по коррекции книг Восточной Церкви с 1 января 1722 по 10 августа 1743. Префект Священной Конгрегации индульгенций и священных реликвий с 1 января 1724 по 10 августа 1743. Архипресвитер патриаршей Либерийской базилики с 1 июля 1730 по 10 августа 1743. Вице-декан Священной Коллегии кардиналов с 29 августа 1740 по 10 августа 1743. Кардинал in pectore с 18 мая по 26 сентября 1712. Кардинал-священник с 26 сентября 1712, с титулом церкви Сан-Сильвестро-ин-Капите с 21 ноября 1712 по 24 апреля 1728. Кардинал-священник с титулом церкви Санта-Прасседе с 24 апреля 1728 по 9 апреля 1731. Кардинал-епископ Альбано с 9 апреля 1731 по 29 августа 1740. Кардинал-епископ Порто и Санта-Руфина с 29 августа 1740 по 10 августа 1743.

## Биография
Родился в 1668 году в Мирандоле в знатном синьориальном роде Пико, правившим городом. Лодовико был восьмым из девятерых детей герцога Мирандолы Алессандро II и Анны Беатриче д’Эсте. Молодость провёл в родном городе и при дворе императора в Вене, затем переехал в Рим, где начал церковную карьеру и был принят к папскому двору.
25 июня 1706 года назначен титулярным Патриархом Константинополя, несмотря на отсутствие епископского сана. Епископская хиротония состоялась 11 июля того же года.
На консистории 18 мая 1712 года папа Климент XI сделал Лодовико Пико делла Мирандола кардиналом in pectore (тайным) с титулом кардинала-священника Сан-Сильвестро-ин-Капите. Кардинальское посвящение было обнародовано 26 сентября того же года.
С 4 января 1717 года по 10 января 1718 года занимал пост камерленго Коллегии кардиналов. 22 ноября 1717 года получил назначение на кафедру Сенигаллии, 10 сентября 1724 года подал в отставку и возвратился в Рим.
В 1730—1731 годах был архипресвитером церкви Санта-Мария-Маджоре. 9 апреля 1731 года стал кардиналом-епископом субурбикарной епархии Альбано, 29 августа 1740 года переведён на другую субурбикарную кафедру — Порто-Санта Руфина.
Был участником конклава 1721 года, избравшего Иннокентия XIII, конклава 1724 года, избравшего Бенедикта XIII, конклава 1730 года, избравшего Климента XII и конклава 1740 года, избравшего Бенедикта XIV.
Скончался 10 августа 1743 года в Риме. Похоронен, согласно своему завещанию, в церкви Святейшего Имени Марии на форуме Траяна, которая возводилась во многом на его средства.